# Чеджа
Чеджа (итал. Ceggia) — коммуна в Италии, располагается в провинции Венеция области Венеция.
Население составляет 5409 человек (на 2004 г.), плотность населения составляет 243 чел./км². Занимает площадь 21 км². Почтовый индекс — 30022. Телефонный код — 0421.
Покровителем коммуны почитается святой Виталий Миланский, празднование 28 апреля. Имеется храм святого Виталия, освящённый в его честь.